# Wise Man’s Grandchild
Wise Man's Grandchild (яп. 賢者の孫 Кэ:ндзя но маго, «Внук мудреца») — подростковый роман, написанный Цуёси Ёсиокой. С января 2015 года его главы публикуются на любительском сайте Shosetsuka ni Naro. Позже права на публикацию были приобретены издательством Enterbrain, которое выпустило историю в формате ранобэ с иллюстрациями Сэйдзи Кикути под своим импринтом Famitsu Bunko. 29 ноября 2022 года должен выйти последний том истории.
На основе ранобэ были выпущены манга с иллюстрациями Сюнсукэ Огаты, а также аниме-сериал студии Silver Link. На конец 2018 года 10 томов ранобэ и 8 томов манги были изданы общим тиражом 1,5 млн экземпляров.

## Сюжет
Однажды в нашем мире молодой человек погиб в результате несчастного случая, и в другом мире он был перерождён в облике ребёнка. Младенца подобрал герой Мерлин Уолфорд по прозвищу «Мудрец» и воспитал его как своего внука. Он дал мальчику имя Син. До 15 лет Син жил в глуши и учился магии у Мерлина. Но когда ему исполнилось 15, его решили отправить в Королевскую магическую академию, где он бы мог познакомиться со своими сверстниками. Только тут обнаружилось, что дед Мерлин забыл научить его здравому смыслу.

## Персонажи
- Син Уолфорд (яп. シン＝ウォルフォード Син Воруфо:до) — главный герой истории, переродившийся в этом мире из нашего. Используя знания из прошлой жизни, он постоянно изобретает новые заклинания и магические устройства, многие из которых выходят за рамки того, что обитатели этого мира считали возможным. Так как Син вырос в глуши, у него проблемы со знанием окружающего мира и социальных манер.

Сэйю: Юсукэ Кобаяси
- Август фон Эрлсхайд (яп. アウグスト＝フォン＝アールスハイド Аугусуто фон А:русухайдо) — сын короля Дисэума и наследный принц. Как и его отец, считает, что способности человека важнее его родословной. Уступает в школе по силе только Сину. Ему нравится вовлекать Сина в свои планы и наблюдать за тем, как тот выпутывается из неловких ситуаций. Из-за того что Син с детства привык обращаться к королю как «дядя Дис», у них с Августом складываются отношения как у двоюродных братьев.

Сэйю: Сёхэй Комацу
- Сизилиэн «Сицилия» фон Клод (яп. シシリー＝フォン＝クロード Сисири: фон Куро:до) — тихая и спокойная девушка. Третья дочь виконта. Её специальность — магия исцеления. Сицилия влюбилась в Сина с первой встречи. Позже они начали встречаться, и она стала его невестой.

Сэйю: Рина Хонъидзуми
- Мария фон Мессина (яп. マリア＝フォン＝メッシーナ) — бойкая подруга Сицилии, третья в классе S после Сина и Августа. Большая фанатка Мерлина и Мелиды.

Сэйю: Мию Кубота
- Мерлин Уолфорд (яп. マーリン＝ウォルフォード) — легендарный герой и волшебник, прозванный «Мудрецом». Куда бы он не пошел, как и Мелиду, его преследуют восхищающиеся фанаты. Взял на себя заботу о Сине, когда нашел его младенцем.

Сэйю: Юсаку Яра
- Мелида Боуэн (яп. メリダ＝ボーウェン) — легендарный герой по прозвищу «Наставница» и бывшая жена Мерлина. Она помогала воспитывать Сина и научила его навыкам зачарования вещей.

Сэйю: Гара Такасима

## Медиа

### Роман
Роман авторства Цуёси Ёсиоки начал публиковаться в январе 2015 года на любительском сайте Shosetsuka ni Naro. Позже права на публикацию были приобретены издательством Enterbrain, которое выпустило историю в формате ранобэ с иллюстрациями Сэйдзи Кикути под своим импринтом Famitsu Bunko. Первый том вышел 30 июля 2015 года. 29 ноября 2022 года выходит последний 17 том истории.
| №  | Дата публикации  | ISBN                   |
| -- | ---------------- | ---------------------- |
| 1  | 30 июля 2015     | ISBN 978-4-04-730586-1 |
| 2  | 30 октября 2015  | ISBN 978-4-04-730766-7 |
| 3  | 29 февраля 2016  | ISBN 978-4-04-730977-7 |
| 4  | 30 июля 2016     | ISBN 978-4-04-734219-4 |
| 5  | 30 ноября 2016   | ISBN 978-4-04-734349-8 |
| 6  | 30 марта 2017    | ISBN 978-4-04-734540-9 |
| 7  | 30 сентября 2017 | ISBN 978-4-04-734777-9 |
| 8  | 3 июля 2018      | ISBN 978-4-04-735053-3 |
| 9  | 29 декабря 2018  | ISBN 978-4-04-735427-2 |
| 10 | 3 июня 2019      | ISBN 978-4-04-735671-9 |
| 11 | 20 октября 2019  | ISBN 978-4-04-735758-7 |
| 12 | 30 марта 2020    | ISBN 978-4-04-736024-2 |

### Манга
Сюжет был адаптирован в виде манги с иллюстрациями Сюнсукэ Огаты. Манга начала выходить на сайте Young Ace Up издательства Kadokawa Shoten с марта 2016 года. На февраль 2020 года вышло 13 танкобонов.

### Аниме
Аниме-адаптация была анонсирована в сентябре 2017 года. Его режиссёром стал Масафуми Тамура, сценарий написан Тацуей Такахаси, производством занялась студия Silver Link, за дизайн персонажей отвечал Юки Саваири, а музыку — Ко Отани. Премьера прошла с 10 апреля по 26 июня 2019 года на телеканалах AT-X, ABC, Tokyo MX и BS11. i☆Ris исполнила начальную композицию Ultimate☆Magic, а завершающую Attoteki Vivid Days — Нанами Ёси.
Funimation лицензировала сериал и выпустила его в дубляже на английском языке. На русском языке сериал вышел в стриминговом сервисе Wakanim.